# Jack White
Jack White, často nazýván Jack White III, rozený John Anthony Gillis (* 9. července 1975) je americký hudebník, producent a příležitostný herec. Známý je především coby kytarista a zpěvák skupiny The White Stripes.

## Kariéra
V průběhu 90. let Jack White občas hrával v několika detroitských undergroundových kapelách, živil se však jako čalouník. V roce 1997 White založil skupinu The White Stripes, druhým členem kapely byla Whiteova manželka Meg White . V pořadí třetí album kapely White Blood Cells zaznamenalo mezinárodní úspěch a White Stripes se stali uznávanou zahraniční kapelou. Jack White se v roce 2005 po měsíčním vztahu oženil s modelkou Karen Elson a má s ní dvě děti, dceru Scarlett Teresu a syna Henry Leeho. V témže roce založil s několika přáteli kapelu The Raconteurs. Od roku 2009 působí také jako bubeník, zpěvák a kytarista v rockové kapele The Dead Weather.
Dne 23. dubna 2012 vyšlo jeho první sólové album Blunderbuss; druhé Lazaretto následovalo v roce 2014.
Nazpíval také písničku s Beyoncé, Don't Hurt Yourself, která se objevila na jejím albu Lemonade, vydané v roce 2016.

## Sólová diskografie
- Blunderbuss (2012)
- Lazaretto (2014)
- Boarding House Reach (2018)
- Fear of the Dawn (2022)
- Entering Heaven Alive (2022)
- No Name (2024)

## Filmografie
Ve filmu Návrat do Cold Mountain hrál zpěváka jménem Georgia, který zde mimo jiné zpívá lidovou píseň Wayfaring Stranger. Je rovněž autorem a interpretem písně Another Way to Die v bondovce Quantum of Solace
Ve filmu Kafe a cigára hrál s Meg sourozence.
V roce 2008 se podílel na filmu It Might Get Loud.